# Liste der Staatsoberhäupter von Tadschikistan
Im Zuge des Augustputsches in Moskau im Jahr 1991 kam es auch in der Tadschikischen Sozialistischen Sowjetrepublik zu Massendemonstrationen und schließlich zur Absetzung des Präsidenten der Tadschikischen SSR Qahhor Mahkamow. Rahmon Nabijew gewann die anschließenden Wahlen am 24. November 1991 und wurde Vorsitzender des noch immer existenten Obersten Sowjets von Tadschikistan.
Nach internen Auseinandersetzungen in der Kommunistischen Partei wählte das Parlament am 19. November 1992 Emomalij Rahmonow an die Spitze des Obersten Sowjets. Am 6. November 1994 sowie in den Jahren 1999, 2006 und 2013 wurde er durch das Volk zum Präsidenten Tadschikistans gewählt. 2007 änderte er seinen Namen in Emomalij Rahmon.

## Übersicht
- 1991–1992: Rahmon Nabijew
- seit 1992: Emomalij Rahmon (bis 2007 als Emomalij Rahmonow)